# Intelsat 708
O Intelsat 708 (também conhecido por IS-708 e Intelsat 7-F8) foi um satélite de comunicação geoestacionário construído pela Space Systems/Loral (SSL). Ele era para ser localizado na posição orbital de 310 graus de longitude leste e seria operado pela Intelsat. O satélite foi baseado na plataforma LS-1300 e sua expectativa de vida útil seria de 15 anos. O Intelsat 708 foi perdido após o veículo de lançamento sair do curso logo após deixar a plataforma de lançamento e destruído a cerca de 20 segundo após a decolagem, com a sua carga útil. Oficialmente, seis pessoas foram mortas e 57 ficaram feridas. Não oficiais, as mortes são ditas que foram centenas, e ferido na casa dos milhares. Dois segundos após a decolagem do Longa Marcha 3B, a plataforma de inércia tornou-se anormal e a linha de base de inércia desviou-se.

## Lançamento
O satélite foi lançado ao espaço no dia 14 de fevereiro de 1996, às 19h01 UTC, por meio de um veículo Longa Marcha 3B a partir do Centro Espacial de Xichang, na China. Ele tinha uma massa de lançamento de 4 180 kg. O veículo de lançamento explodiu em uma cidade e acabou mantando várias pessoas poucos segundos após o lançamento provocando controvérsia política em todo o mundo.

### Falha do lançamento
O satélite Intelsat 708 foi lançado a bordo de um foguete Longa Marcha 3B. Este foguete falhou durante o lançamento devido a um defeito de engenharia e acabou caindo em uma cidade perto do local do lançamento, provocando uma enorme explosão, destruindo grande parte dela e matando um número desconhecido de habitantes. A natureza e a extensão dos danos permanecem um assunto controverso, o governo chinês, através de sua agência oficial de notícias Xinhua, inicialmente informou que seis pessoas foram mortas e 57 ficaram feridas.
O Intelsat 708 continha uma tecnologia de encriptação de comunicações sofisticados e, como partes dos destroços nunca foram localizados pelos desenvolvedores do satélite, eles podem ter sido recuperados pelo governo da República Popular da China, A Intelsat e a administração Clinton sofreram críticas nos Estados Unidos por permitir uma possível transferência de tecnologia ilegal para a China. Estas preocupações levaram a uma investigação pelo Congresso dos EUA. Em 2002, o Departamento de Estado dos Estados Unidos acusou a Boeing Satellite Systems Hughes Electronics por violações de controle de exportação em ligação com o lançamento fracassado do Intelsat 708 e ao lançamento anterior do satélite Apstar 2 que também falhou.

## Capacidade
O Intelsat 708 era equipado com 26 transponders em banda C e 14 em banda Ku.